# Szkoła Wojskowa Aplikacyjna

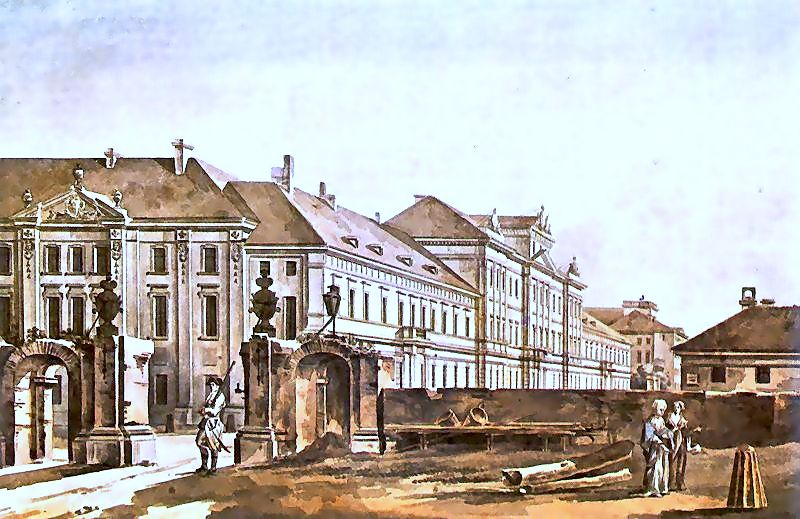
Gmach Szkoły

Szkoła Wojskowa Aplikacyjna (ówcześnie Szkoła Woyskowa Applikacyina) – szkoła kształcąca kandydatów na oficerów Wojska Polskiego Królestwa Kongresowego.

## Historia
Szkoła została utworzona w 1820 roku w Warszawie, na bazie zreorganizowanej Szkoły Aplikacyjnej Artylerii i Inżynierów. Istniała do wybuchu powstania listopadowego w 1830 roku. Jej siedziba mieściła się w gmachu Collegium Nobilium pijarów w Warszawie przy ul. Miodowej.
Szkoła kształciła podporuczników kwatermistrzostwa, inżynierii, artylerii oraz oficerów jazdy i piechoty. Słuchacze byli przyjmowani na podstawie egzaminu konkursowego, do którego stawali wyróżniający się absolwenci korpusu kadetów, korpusu kwatermistrzostwa i artylerii oraz podoficerowie artylerii.
Początkowo w szkole było 16 słuchaczy, od 1821 roku – 24. Pierwotnie 2-letni cykl szkolenia przedłużono do 3 lat, a od 1829 roku do 4. Zajęcia praktyczne odbywały się na Powązkach.

## Kadra
- komendant – pułkownik Józef Sowiński
- dyrektor nauk i profesor fortyfikacji stałej – podpułkownik / pułkownik Korpusu Inżynierów Klemens Kołaczkowski
- profesor architektury – kapitan Korpusu Inżynierów Henryk Rossmann
- profesor fortyfikacji polowej i geometrii wykreślnej – podpułkownik Korpusu Inżynierów Józef Koriot
- profesor artylerii – kapitan Baterii 2 Artylerii Konnej Józef Jaszowski
- oficer inspekcyjny i profesor taktyki – kapitan Feliks Przedpełski
- oficer inspekcyjny – kapitan Józef Koszucki
- profesor religii i moralności – starszy kapelan Jan Marceli Gutkowski
- profesor matematyki – Rafał Skolimowski
- profesor fizyki – Józef Karol Skrodzki
- profesor języka francuskiego – Mikołaj Chopin
- profesor rysunków topograficznych – Ludwik Robert
- profesor chemii – Jan Kanty Krzyżanowski
- profesor języka rosyjskiego – Kazimierz Werbuch
- profesor języka niemieckiego – Juliusz Schortius
- profesor fechtowania – Marcin Rengau

Wykładowcami chemii i fizyki byli profesorowie Królewskiego Uniwersytetu Warszawskiego.